# NGC 188
إن جي سي 188 هي عنقود مفتوح في كوكبة الملتهب. اكتشفها جون هيرشل في عام 1825م. وبخلاف العناقيد المفتوحة التي تنحرف بعيداً بعد بضع ملايين سنين بسبب فعل جاذبية مجرتنا درب التبانة، إلا أن العنقود جي سي 188 يقع بعيداً فوق مستوى المجرة وهي أحد اقدم  العناقيد المفتوحة المعروفة، حيث يقدرعمرها بنحو 6.8 مليار سنة إن جي سي 188 تقع بالقرب من القطب السماوي، على بعد 5 درجات. ويتكون عنقود إن جي سي 188 من نحو 5000 نجم.